# Xylinissa
Xylinissa é um gênero de traça pertencente à família Arctiidae.